# Svetojurski Vrh
Svetojurski Vrh – wieś w Chorwacji, w żupanii krapińsko-zagorskiej, w mieście Pregrada. W 2011 roku liczyła 166 mieszkańców.